# Vänsterregeln
I (vissa) länder med vänstertrafik gäller vänsterregeln vilken innebär att när flera fordons kurser korsar varandra, har man väjningsplikt mot korsande trafik från vänster, om inget annat anges via vägmärken/trafiksignaler.
Man undviker dock numera att ha korsningar där vänsterregeln gäller eftersom många oftast missar den regeln vid korsningar mellan större och mindre vägar samt vid s.k. trevägskorsningar där en av de korsande vägarna är i stort sett rak genom korsningen. I många större städer är dock vänsterregeln dominerande även på större gator.
I länder med högertrafik tillämpas högerregeln vilken innebär att man har väjningsplikt mot korsande trafik från höger.